# اگر دزد هستی هم این‌جوری باش
اگر دزد هستی هم این‌جوری باش یا اگر دزد هستی، این‌گونه باش(به هندی: Chor Ho To Aisa) فیلمی هندی محصول سال ۱۹۷۸ و به کارگردانی راوی تاندون است. در این فیلم بازیگرانی همچون شاتورگان سینها، رینا روی، پران، بیندو و راضا مراد ایفای نقش کرده‌اند.